# Coleville (Saskatchewan)
Coleville es un pueblo canadiense situado en la provincia de Saskatchewan.

## Superficie
Coleville tiene una superficie de 1,66 km².

## Demografía
En 2021, tenía 280 habitantes, una densidad poblacional de 168,8 hab./km², y 155 viviendas.